# Нестеренко, Владимир Георгиевич
Нестеренко Владимир Георгиевич — доктор медицинских наук, профессор, руководитель отдела иммунологии ФГБУ НИИ эпидемиологии и микробиологии им. Н. Ф. Гамалеи Минздравсоцразвития РФ. Генеральный директор и один из основателей компании «Ниармедик». Автор более 200 научных публикаций.

## Биография
Родился в 1949 году в Днепропетровске, Украина.
В 1973 году окончил Днепропетровский государственный медицинский институт. В 1976 году — аспирантуру 2-го Московского медицинского института им. Н. И. Пирогова.
В 1977 году защитил диссертацию на соискание учёной степени кандидата медицинских наук на тему «Иммунологические свойства и антигенная структура популяции лимфоцитов под влиянием митогенов и антигенов».
В 1984 году защитил диссертацию на соискание учёной степени доктора медицинских наук на тему «Регулирование иммунного ответа антител к некоторым дифференциациям и антиидиотипическим антигенным детерминантам лимфоцитов».
В 1986 году стал руководителем отдела иммунологии НИИ эпидемиологии и микробиологии им. Н. Ф. Гамалеи АМН СССР.
В 1989 году вместе учёными-единомышленниками НИИ эпидемиологии и микробиологии им. Н. Ф. Гамалеи АМН СССР основал компанию «Ниармедик Плюс».
По итогам 2018 года  возглавляемая В.Г. Нестеренко сеть клиник «Ниармедик» заняла двенадцатое место в рейтинге крупнейших частных клиник России, составленном журналом Forbes. В 2017 году выручка сети клиник, состоящая из 10 медицинских учреждений, составила 2,3 млрд рублей. Помимо медицинского бизнеса группа компаний «Ниармедик» занимается производством диагностических тест-систем, лабораторного оборудования и препаратов «Коллост» и «Кагоцел». Выручка «Ниармедик Фарма», выпускающей лекарства, в 2017 году составила 6,4 млрд рублей.

## Членство
- 1984-н.в. — член научного совета ФГБУ НИИ эпидемиологии и микробиологии им. Н. Ф. Гамалеи Минздравсоцразвития РФ.
- 1992-н.в. — член Комитета экспертов федеральной целевой программы «Здоровье России».
- 1986-н.в. — член  Российского научного общества иммунологов.
- 1996—2000 — член редакционной коллегии журнала «Инфекции, передаваемые половым путём».
- 1997-н.в. — член редакционной коллегии журнала «Иммунология».
- 1997-н.в. — член редакционной коллегии журнала «Журнал эпидемиологии, микробиологии и иммунологии».
- 2000-н.в. — член Российского общества дерматовенерологов и косметологов.
- 2009-н.в. — член правления IUSTI.RU (Гильдия специалистов по инфекциям, передаваемым половым путём).
- 2020-н.в. - член генерального совета Деловой России[2].

## Научные публикации
В хронологическом порядке
1970-1989
1. Нестеренко В. Г., Черняховская И. Ю. Толерантность у семисемисигенных химер по различным показателям клеточного иммунитета // В книге: Радиационная микробиология и иммунология. Сб. научных трудов. М., 1977. С. 88-89.
2. Нестеренко В. Г., Фонталин Л. Н., Вехник Э., Рубакова Э. И., Грунер Ш., Сидорова Е. В. // Обнаружение особого дифференцированного антигена активированных Т- и В-лимфоцитов мышей — АКА-I // Бюлл. эксп. биол. мед., 1980.
3. Нестеренко В. Г., Грунер Ш. Обнаружение особого дифференцированного антигена Т-клеток мышей, активированных аллогенными трансплантационными антигенами // Бюлл. эксп. биол. мед., 1980, 86, 6. С. 708—710.
4. Нестеренко В. Г., Бурьянова Я.И, Баев А. А. // Детерменирование ДНК-цитозин-метилазы I /M. Eco MREGOOI/ плазмидой Co1A // Доклады АН СССР, 1980. Т. 250. № 5. С. 1265—1267.
5. Нестеренко В. Г., Грунер Ш., Рубаклва Э. И., Бабаджанов А. С. // Использование гетерологичных антирецепторных антител для специфической отмены острой гомологичной болезни у мышей // Бюлл. эксп. биол. мед., 1980.
6. Нестеренко В. Г., Рубакова Э. И. Избирательное воздействие на активированные Е- и В-лимфоциты с помощью антисыворотки к новому антигену АКА-I // В книге: Актуальные вопросы иммунологии. Т. 1. / Тезисы докладом Всесоюзной конференции / Алма-Ата, 17-19 ноября 1981. М. С. 54-55.
7. Нестеренко В. Г. Аутологичные идиотип-антиидиотипические взаимодействия в регуляции иммунного ответа // Иммунология, 1982, 2. С. 5-15.
8. Нестеренко В. Г., Егорова С. Г., Суслов А. П. // Селективная ингибиция Т-киллеров идиотип-антиидиотипическими антителами против дифференцированного антигена активированных клеток АКА-I // Трансплантация органов и тканей: Тез. докл. IX Всесоюз. конф. По пересадке органов и тканей. Тбилиси, 5-6 октября, 1982. С. 57-60.
9. Нестеренко В. Г., Грунер Ш. Обнаружение уникальной линейноспецифической идиотипической антигенной детерминанты антигенораспознающих рецепторов Т-лимфоцитов мышей // // Бюлл. эксп. биол. мед., 1982. № 5. С. 79-80.
10. Нестеренко В. Г., Егорова С. Г., Суслов А. П. // Различия в экспрессии дифференцированного антигена активированных клеток (АКА-I) на Т-клетках-киллерах и продуцентах MIF // Бюлл. эксп. биол. мед., 1983. Т. 96, 12. С. 68-69.
11. Нестеренко С. Г., Суслов А. П., Бренда Б. Д. // Идиотипоспецифическая инактивация ксеногенными антисыворотками Т-киллерами, но не T-MIF-продуцентов, иммунных к антигенам комплекса H-2 // Бюлл. эксп. биол. мед., 1983.
12. Нестеренко В. Г. Нарушение постнатального развития тимуса у потомства, индуцированное введением нестероидных противовоспалительных средств беременных крысах // Факторы клеточного и гуморального иммунитета при различных физиологических и патологических состояниях: Тез. докл. к VII зональной науч. конф. Вып. 9. Челябинск, 1984. С. 90.
13. Нестеренко В. Г. Регуляция иммунного ответа антигенами к некоторым дифференцированным и идиотипическим маркером лимфоцитов: Автореф. дис. на. соиск. учен. степени д-ра мед. наук // М., 1984. 44 с. В над. заг.: АМНСССР, НИИЭМ им. Н. Ф. Гамалеи.
14. Нестеренко В. Г., Рубакова Э. И. Иммунный ответ и иммунологическая толерантность к O-антигену Shigella flexneri VI // ЖМЭИ, 1985, 7.
15. Нестеренко В. Г. Подходы к управлению сетевыми иммунными взаимодействиями // Молекулярная и клеточная регуляция инфекционного иммунитета: Сб. науч. тр. М., 1985. С. 27-34.
16. Нестеренко В. Г., Рубакова Э. И., Егорова С. Г., Суслов А. П., Абронина И. Ф. // Изучение экспрессии антигена АКА-I и идиотип-подобных структур у различных популяций лимфоцитов // V Всесоюзный биохимический съезд. Тез. стенд. сообщ. М., 1986. Т. 3. С. 20-21.
17. Нестеренко В. Г. Роль асимметрии в иммунной сети // Биохимия животных и человека. АН УССР, Институт биохимии, 1986. Вып. 10. С. 29-40.
18. Нестеренко В. Г., Фонталин Л. Н., Хаитов Р. М., Рубакова Э. И., Некрасов А. В., Ермаков Г. П. // Антигеноспецифическое усиление иммунного ответа как результат предварительного введения коньюката антигена с искусственным полиэлектричеством // Иммунология, 1987. № 6. С. 41-45.
19. Нестеренко В. Г. Спицын С. В. Идентификация штаммов легионелла пнеумофилов с использованием препаратов на основе моноклональных антител к цитолизину // Иммуно-биологические препараты нового поколения и методы их контроля: Сб. науч. трудов. М., 1988. С. 102—104.
20. Нестеренко В. Г., Ермаков Г. П. Выявление антител к различным детерминантам О-антигенов Shigelia flexneri VI в сыворотках иммунизированных животных // Иммунология, 1988, № 6. С. 40-42.
21. Нестеренко В. Г., Дробышевская Э. И. Синтез моноклональных антител к аутологичным структурам при иммунизации микробными антигенами // Вопросы медицинской биотехнологии к иммунопрепаратам: Тез. докл. Уфа, 1988. С. 100—101.
22. Нестеренко В. Г., Рубакова Э. И. Гуморальный и клеточный иммунный ответ при экспериментальном аутоиммунным тиреоидите // I Всессоюзный иммунологический съезд: Тез. докл. М., 1989. Т. 2. С. 101.
23. Нестеренко В. Г., Спицын С. В. Моноклональные антитела к цитолизину Le-gionelle pneumophila // ЖМЭИ, 1989, № 10. С. 83-87.
24. Нестеренко В. Г. Новый подход к проблеме СПИДа // Иммунология, 1989, № 1. С. 24-25.

1990-1999
1. Нестеренко В. Г. Антигеноспецифическая регуляция иммунного ответа на основе сетевых взаимодействий // Проблемы инфектологии. М., 1991. С. 270—276.
2. Нестеренко В. Г., Спицин С. В. Стимуляция иммунного ответа к цитолизину Legionella pneumophila с помощью моноклональных антиидиотипических антител // Иммунология, 1991, № 1. С. 26-30.
3. Нестеренко В. Г., Спицын С. В. Типирование штаммов Legionella pneumophila с использованием моноклональных антител к цитолизину // ЖМЭИ, 1991, № 1. С. 20-22.
4. Нестеренко В. Г., Данилова Т. А., Бородиюк Н. А., Базанова Е. А., Григорьева О. С., Семёнова Е. Н., Бринева Н. Ю., Асоскова Т. К., // Изучение специфичности моноклональных антител к полисахариду стрептококка группы А и поиск перекрёстных реакций с тканями млекопитающих // ЖМЭИ, № 6, 1998. С. 60-64.
5. Нестеренко В. Г., Суслов А. П. Разработка иммуноферментных и иммунофлюоресцентных тест-систем нового поколения для дифференциальной диагностики инфекционных заболеваний дыхательных путей и мочеполового тракта // International J. Immunorehabilitation, 1998, № 8. С. 195.
6. Нестеренко В. Г., Суслов А. П. Разработка иммуноферментных тест-систем четвёртого поколения для диагностики гепатитов B и С // International J. Immunorehabilitation, 1998, № 8. С. 194.
7. Нестеренко В. Г., Базанова Е. А., Бородиюк Н. А., Григорьева О. С., Семёнова Е. Н., Бринева Н. Ю. // Получение и характеристика моноклональных антител к группо-специфической антигенной детерминанте полисахарида стрептококка группы А // БЭБМ, т. 128, № 10, 1999. С. 433—436.
8. Нестеренко В. Г., Суслов А. П., Фельдшерова А. А., Эльгорт Д. А., Хац Ю. А. // Разработка высокочувствительной иммуноферментной тест-системы для диагностики вирусного гепатита B // Нов. науки и техники. Сер. Медицина, аллергия, астма и клинич. иммунология, № 9. М., 1999. С. 124—128.
9. Нестеренко В. Г., Дробышевская Э. И., Кутлин А. В., Мартынова В. Р., Горина Л. Г., Раковская И. В., Суслов А. П. // Разработка иммунофлуоресцентных и иммуноферментных тест-систем на основе моноклональных антител для выявления антигенов хламидий и микоплазм // Нов. науки и техники. Сер. Медицина, аллергия, астма и клинич. иммунология, № 9. М., 1999. С. 121—123.

2000-2009
1. Нестеренко В. Г., Суслов А. П., Кузин С. Н. // Контроль качества иммуноферментных тест-систем для определения HbsAgc помощью различных панелей сывороток человека // Аллергология и иммунология, 2000.
2. Нестеренко В. Г., Суслов А. П., Фельдшерова А. А., Эльгорт Д. А., Хац Ю. А., Кипор Т. Т., Тимонин И. М., Тленкопачев Р. С., Кузин С. Н. // Разработка и внедрение в промышленное производство высококачественных иммуноферментных тест-систем для диагностики вирусных гепатитов B и С // Аллергия, астма и клинич. иммунология. М., 2000.
3. Нестеренко В. Г., Суслов А. П., Горина Л. Г., Раковская И. В., Дробышевская Э. И., Мартынова В. Р. Колкова Н. И. // Разработка иммуноферментных и иммунофлюоресцентных тест-систем для диагностики микоплазмозов, пневмоцистозов и хламидиозов // Аллергия, астма и клиническая иммунология 2001.
4. Нестеренко В. Г. Иммунологические подходы в инфектологии // Вестник АМН, 2001, № 11. С. 40-41.
5. Нестеренко В. Г., Суслов А. П., Кузин С. Н., Голосова Т. В. // Границы диагностической точности серологического исследования по выявлению антител к вирусу гепатита C методами иммуноферментного анализа а иммуноблота // Russian journ. immunol., 2002. Vol. 7,  № 2. P. 175—184.
6. Нестеренко В. Г., Горская Ю. Ф., Шуклина Е. Ю. // Влияние костномозговых клеток на колониеобразующие стромальные клетки (КОК-Ф) костного мозга и селезёнки морских свинов и пролиферацию культуральных потомков костномозговых КОК-Ф // Бюлл. эксп. биол. мед, 2002, т.33. С. 3.
7. Нестеренко В. Г., Конюхова К. А., Аковбян В. А., Бехало В. А. // Современная лабораторная медицина в диагностике инфекций передаваемых половым путём // Первый Российский Конгресс дерматовенерологов. Тез. научн. работ, С.-Петербург, 2003, т. 2. С. 18.
8. Нестеренко В. Г., Аковбян В. А., Гинзбург В. А. // Изменения иммунного ответа на антигены бледной трепонемы у больных сифилисом под влиянием проведённого лечения // Сборник тез. 4-й науч.-практ. конф. Терапия социально значимых заболеваний в дерматовенерологии. Новые лекарственные препараты и средства в дерматологии и косметологии. ММА, 2004. С. 128—129.
9. Нестеренко В. Г., Аковбян В. А., Гинзбург В. А. // Оценка состояния серорезистентности на основе нового серологического комплекса. Актуальные вопросы диагностики, лечения инфекций передаваемых половым путём // Тез. докл. Юбилейной научно-практической конференции. Чебоксары, 9-10 сентября 2004. С. 19.
10. Нестеренко В. Г., Чернова Т. А., Гордеева Г. В., Прокопьева А. Е., Аковбян В. А., Ловенецкий А. Н. // Линейный иммуноблот в серодиагностике сифилиса. // Росс. ж. кож. вен. бол, 2005, № 4. С. 256—257.
11. Нестеренко В. Г., Сафоян А. А., Суслов А. П. // Нативный нереконструированный коллаген коллост как физиологическая матрица для процессов регенерации. // Актуальные вопросы дерматологии, венерологии и дерматокосметологии: Материалы V съезда дерматовенерологов Республики Беларусь. Минск, 2006. С. 512—513.
12. Нестеренко В. Г., Аковбян В. А., Семёнова Е. Н. // Популяционные особенности развития сифилиса и состояния серологической резистентности после его лечения // Актуальные вопросы дерматовенерологии. Москва, 2006. С. 98-100.
13. Нестеренко В. Г., Аковбян В. А., Семёнова Е. Н., Вавилова Л. М., Юдина Т. И. // Сифилис как проявление хронической системной инфекции // Журнал микробиологии, 2006, № 4. С. 120—124.
14. Нестеренко В. Г., Аковбян В. А. Сифилис. Общая патология. // В книге: Инфекции, передаваемые половым путём. Под ред. Аковбян В. А., Соколовский Е. В., Прохоренков В. И. Медиа-сфера. М., 2007.
15. Нестеренко В. Г. Диагностика сифилиса. // В книге: Инфекции, передаваемые половым путём. Под ред. Аковбян В. А., Соколовский Е. В., Прохоренков В. И. Медиа-сфера. М., 2007.
16. Нестеренко В. Г., Богуш П. Г., Аковбян В. А., Леванович Т. В. // Серологический скрининг на сифилис стационарных больных, как фактор эпидемического надзора // Материалы 1Х Съезда Всероссийского научно-практического общества эпидемиологов, микробиологов и паразитологов. М., 2007, т.1. С. 176.
17. Нестеренко В. Г., Аковбян В. А., Богуш П. Г., Чистякова Т. В., Леванович Т. В., Семёнова Е. Н., Вавилова Л. М. // Реакция линейного иммуноблотв в референсной диагностике сифилиса // Юбилейная конференция, посвящённая 80-летию Узбекского НИИ дерматологии и венерологии. Ташкент, май, 2008.
18. Нестеренко В. Г., Аковбян В. А., Богуш П. Г., Чистяков Т. В., Семёнова Е. Н.// Есть ли диагноз «вассерманнегативного» скрытого сифилиса? // Тез. форума медицины и красоты. М., 2008.
19. Нестеренко В. Г., Аковбян В. А., Семёнова Е. Н., Богуш П. Г. // Диагностика и лечение ИППП: анализ ошибок // Санкт-Петербургские дерматологические чтения. С.-Петербург, октябрь 2008.
20. Нестеренко В. Г., Недялков Ю. А. Диагностика риккетсий Провачека при помощи видоспецифических моноклональных антител // Тезисы XVII съезда Всесоюзного общества эпидемиологов, микробиологов и паразитологов им. И. И. Мечникова. Т. 2. С. 73.
21. Нестеренко В. Г., Аковбян В. А., Суслов А. П., Семёнова Е. Н., Вавилова Л. М., Богуш П. Г. // Формирование комплекса серологических реакций для диагностики сифилиса // Росс. иммунол. журнал, 2008. Т. 2. № 2-3. С. 257.
22. Нестеренко В. Г., Данилова Т. А., Горская Ю. Ф., Лунин В. Г. // Цитокины в сыворотке крови мышей, иммунизированных убитой культурой стрептококка группы А // Мед. иммунология., 2009. Т. 11. № 4-5. С. 311—312.
23. Нестеренко В. Г., Харламова Ф. С., Бевза С. Л., Сергеева Э. М. // Профилактическая эффективность Кагоцела при острых респираторных заболеваниях у детей // Детские инфекции, 2009. Т. 8. № 4. С. 34-40.

2010-2019
1. Нестеренко В. Г., Аковбян В. А. Treponema pallidum — возбудитель сифилиса (глава). В книге: Руководство по медицинской микробиологии. Под ред. Лабинской А. С., Костюковой Н. Н., Ивановой С. М. Бином. М., 2010. С. 790—821.
2. Нестеренко В. Г., Горская Ю. Ф., Данилова Т. А., Мезенцева М. В. // Численность стромальных клеток-предшественников костного мозга мышей и экспрессия генов митокинов в первичных культурах клеток костного мозга мышей в различные сроки после иммунизации животных антигенами S. Typhimurium // Бюлл. эксп. биол. мед., 2010. Т. 149. № 4. С. 409—411.
3. Нестеренко В. Г., Горская Ю. Ф., Данилова Т. А., Лебединская О. В. // Влияние иммунизация антигенами стрептококка группы А на трансплантабильность стволовых стромальных клеток, численность стромальных клеток-предшественников костного мозга мышей и на их остеогенные свойства // Бюлл. эксп. биол. мед, 2011. Т. 151. № 5. С. 544—548.